# Chilomycterus
Chilomycterus, é um género de peixes pertencente à família dos Diodontidae ou peixes-balão-espinhosos. Muitos são frequentes no Atlântico ocidental, incluindo a costa brasileira. Caracterizam-se por terem espinhos rígidos, ao contrário das outras espécies de diodontídeos.

## Distribuição
A maioria das espécies de Chilomycterus são encontradas no Oceano Atlântico, principalmente no Atlântico ocidental. Apenas uma espécie, C. reticulatus, também é encontrada na região Indo-Pacífico. O Atlântico ocidental parece ter sido sempre uma região de diversidade para o gênero, já que a maioria das espécies fósseis foram encontradas lá. Apenas um único fóssil indeterminado atribuído a esse gênero é conhecido na costa do Pacífico do Panamá.

## Espécies
Atualmente existem 6 espécies reconhecidas neste gênero:
- Chilomycterus antennatus (G. Cuvier, 1816)
- Chilomycterus antillarum D. S. Jordan & Rutter, 1897
- Chilomycterus mauretanicus (Y. Le Danois, 1954)[3]
- Chilomycterus reticulatus (Linnaeus, 1758)
- Chilomycterus schoepfii (Walbaum, 1792)
- Chilomycterus spinosus (Linnaeus, 1758)

### Espécies fósseis
As seguintes espécies fósseis são conhecidas:
- †Chilomycterus circunflexus (Leriche, 1942)
- †Chilomycterus dzonotensis Cantalice et al., 2025[4]
- †Chilomycterus exspectatus Aguilera et al, 2017[1]
- †Chilomycterus ferreirai (Santos & Travassos 1960)
- †Chilomycterus gatunensis (Toula, 1909)
- †Chilomycterus kugleri (Casier, 1958)
- †Chilomycterus tyleri Aguilera et al, 2017[1]
- †Chilomycterus vetus (Leidy, 1877)

A antiga espécie C. acanthodes do Mioceno da Itália agora é colocada em Oligodiodon.